# Robert Kochplantsoen
Het Robert Kochplantsoen is een plantsoen met bijbehorende straat in Amsterdam-Oost, Watergraafsmeer, Tuindorp Frankendael.

## Geschiedenis en ligging
Tot 1921 behoorden de terreinen toe aan de zelfstandige gemeente Watergraafsmeer. Die gemeente werd in 1921 geannexeerd door de gemeente Amsterdam. Watergraafsmeer had hier de landelijke Meerlaan (die naam werd in 1923 in Amsterdam vastgelegd) aangelegd, vernoemd naar de nabij gelegen hofstede Meerlust.  Het plantsoen en de straat werden bij een raadsbesluit van 26 juli 1939 vernoemd naar de Duitse bacterioloog Robert Koch, ontdekker van de cholerabacil in 1883 en de tuberkelbacil in 1882. Hij kreeg in 1905 de nobelprijs voor de geneeskunde. Meerdere straten in de buurt zijn vernoemd naar medici.
Het plantsoen ligt ingeklemd tussen de Van ’t Hofflaan met haar Koningskerk in het noorden en de Kruislaan met begraafplaats De Nieuwe Ooster in het zuiden. De straat kent twee rijbanen met eenrichtingverkeer en haaks liggende parkeerplaatsen. In het midden bevindt zich een breed plantsoen met bomen, struiken, paden met houten en stenen bankjes. In het zuidwestelijke gedeelte bevinden zich enkele winkelpanden waarvan alleen een winkel in grafzerken nog in gebruik is. Aan de kant van het plantsoen bevindt zich ten behoeve van de bezoekers van De Nieuwe Ooster een bloemenstal.

## Gebouwen
In de jaren twintig begon de bebouwing van Amsterdam vanuit de nabijgelegen Middenweg. De huizenblokjes aan de oostzijde van het plantsoen herinneren dan ook nog vaag aan de bouwstijl Amsterdamse School. Na die jaren volgende de crisisjaren en de Tweede Wereldoorlog en lag de verdere uitbouw stil. In de jaren vijftig werd de draad weer opgepakt. Zo stamt het hoekgebouw plantsoen en Kruislaan uit circa 1955; het is een voormalige marechausseekazerne. Aan de zuidwestkant van het plantsoen kwam in 1951 bebouwing ontworpen door de architect J. W.F. van Schaik, die voor deze buurt meer gebouwen ontwierp. Een verdwenen gebouw is winkelcentrum "Jeruzalem" aan het Ingenhouszhof, dat plaats moest maken voor nieuwbouw.

## Kunst
Er is een aantal uitingen van kunst in de openbare ruimte te vinden:
- Aan de zuidrand van het park staat het beeld Moeder en kind van Gerarda Rueter. De bronzen weergave van moeder en kind op een muschelstenen sokkel werd gemaakt door een kunstenaar die financieel werden ondersteund door de gemeente. Als tegenprestatie moesten zij dan een kunstwerk leveren (Beeldende kunstenaarsregeling). [1]
- Robert Kochplantsoen 25 kreeg de bijnaam Het huys met de swaen; hier werd in 1955 door eigenaar J.H. Kruizinga een reliëf ingemetseld met het Wapen van Watergraafsmeer, bestaande uit een zwaan met op de borst W.G.M. Het reliëf is afkomstig van het tolhek nabij de oude Oetewalerbrug, dat na sloop van de brug een zwervend bestaan kende, maar hier belandde.[2]; het origineel werd hier in 1996 weer losgemaakt en aangebracht op het graf van J.H. Kruizinga, Amsterdams publicist, op De Nieuwe Ooster; een afgietsel werd boven de deur 25 geplaatst.
- het oorlogsmonument

### Oorlogsmonumentje
Het vermoedelijk kleinste oorlogsmonument van Amsterdam is te vinden aan de noordelijk zoom van het plantsoen. Het monument bestaat uit een boom met daaromheen een soort stoeprand in een vijfhoek, onthuld op 30 december 1955. In de punt van de vijfhoek staat: 
1945 VRIJHEID BLIJHEID 1955.

## Afbeeldingen

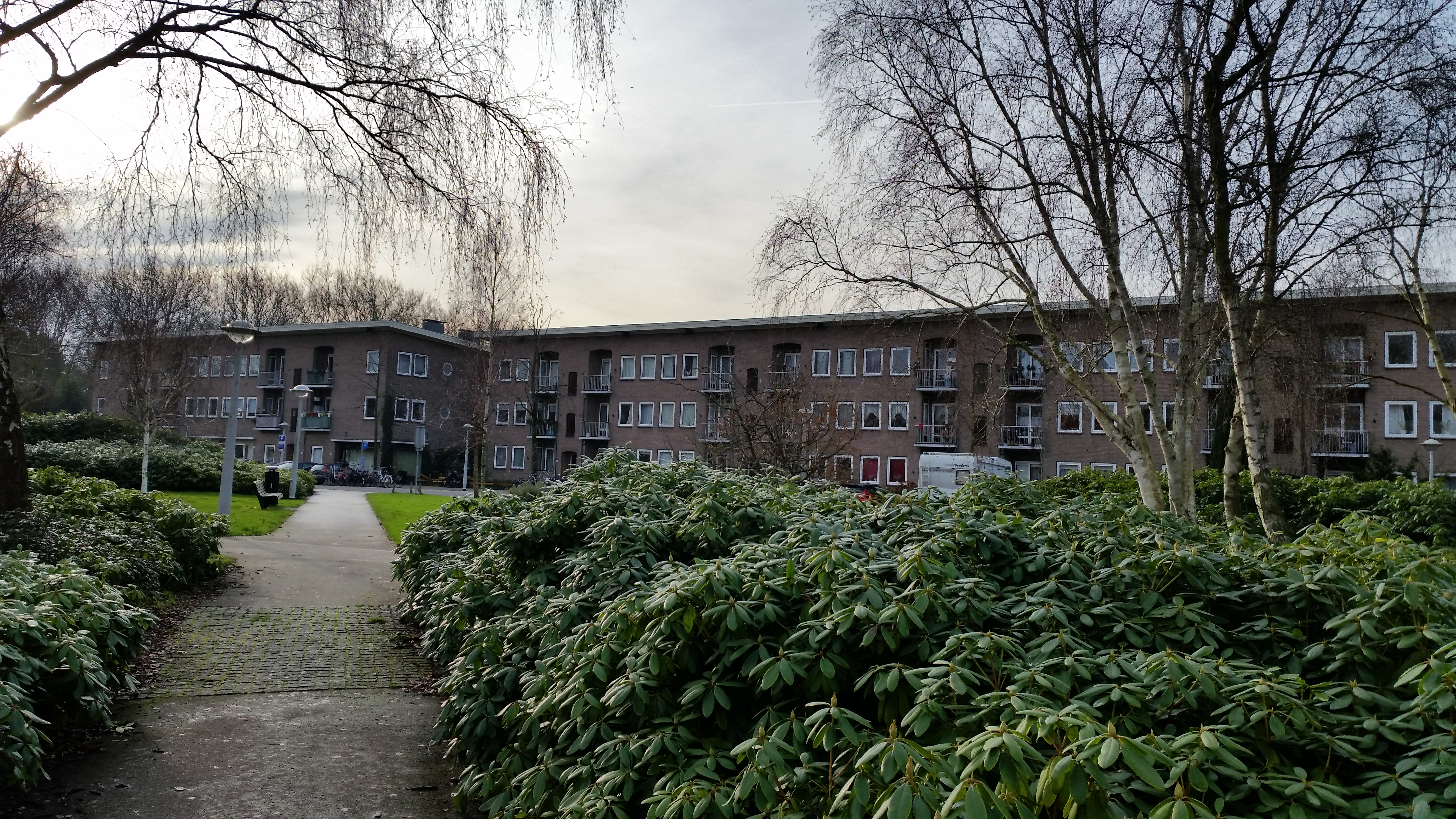
Woningen van Van Schaik (januari 2020)
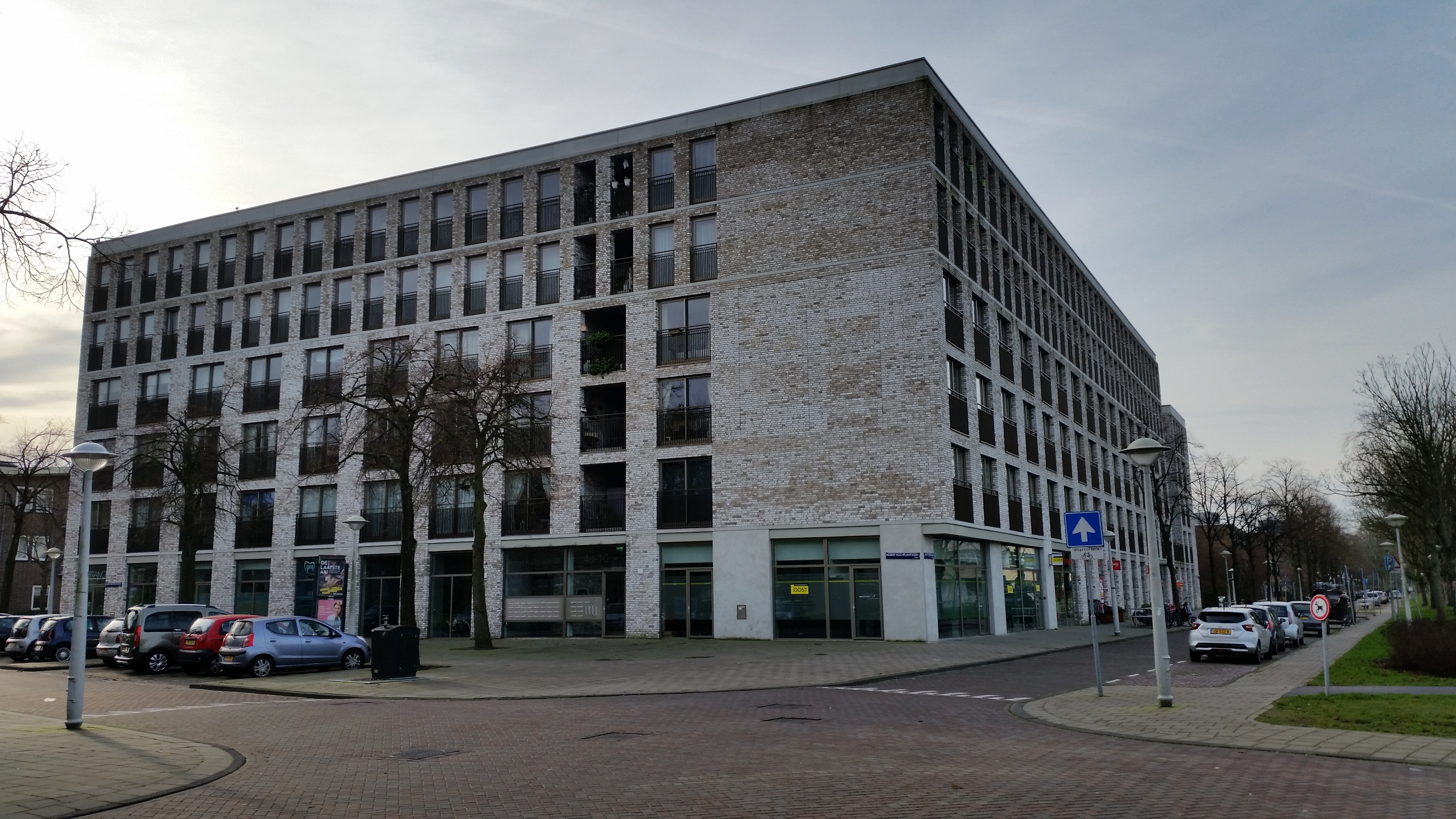
Nieuwbouw uit 2018 (januari 2020)
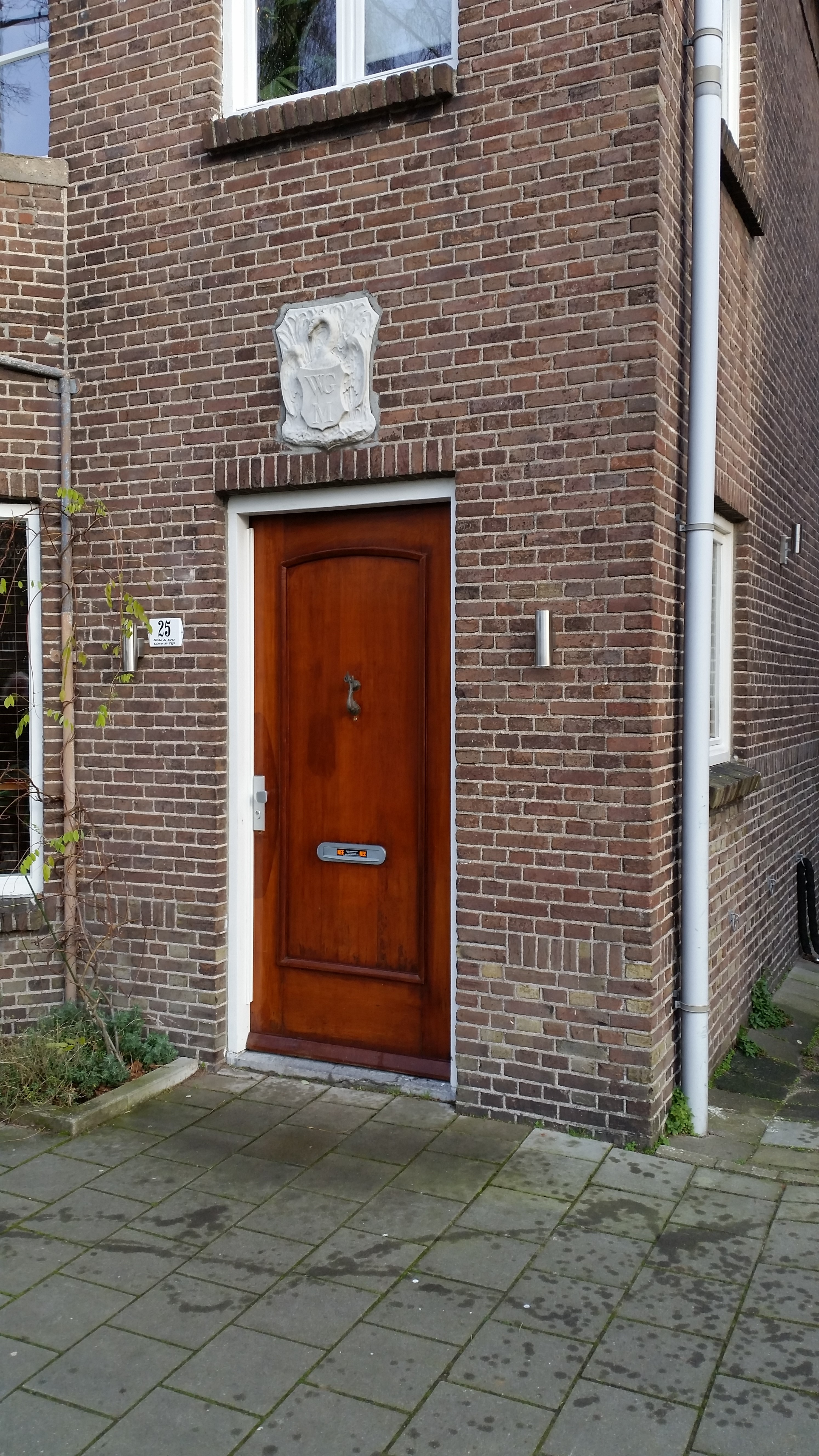
Het Huys van de Swaen (januari 2020)
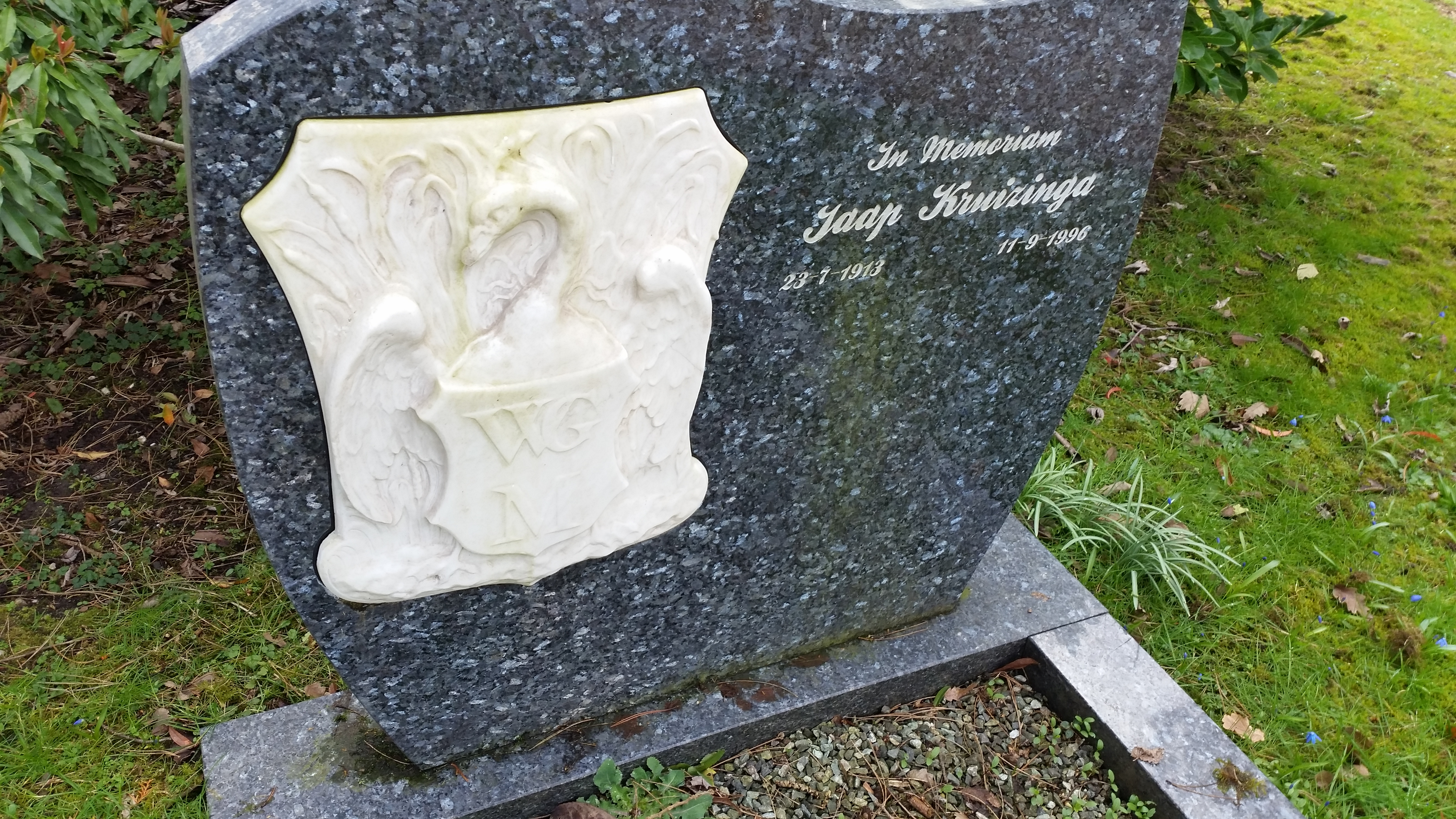
Het origineel op het graf van Kruizinga (maart 2020)
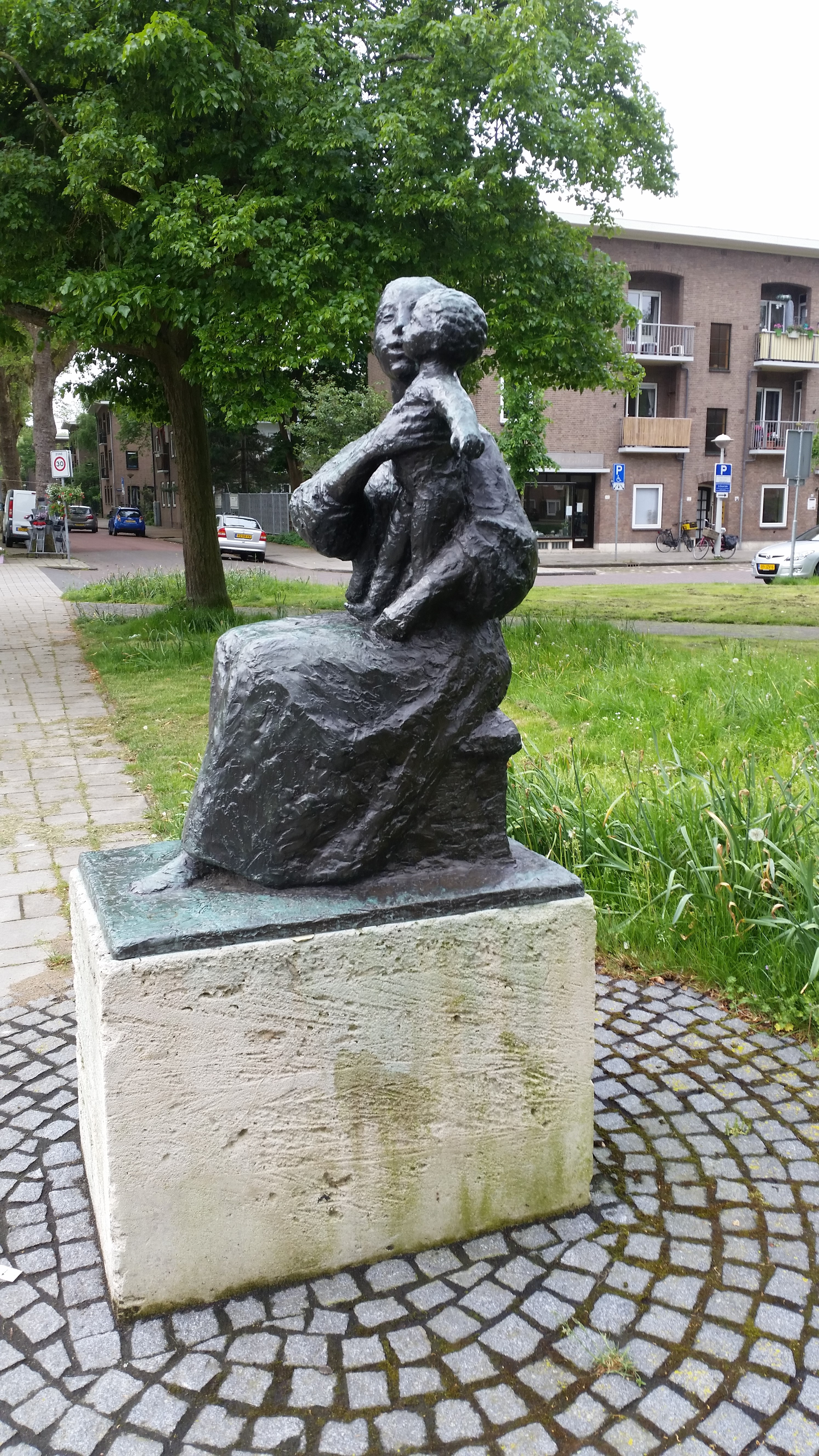
Moeder en kind (mei 2018)
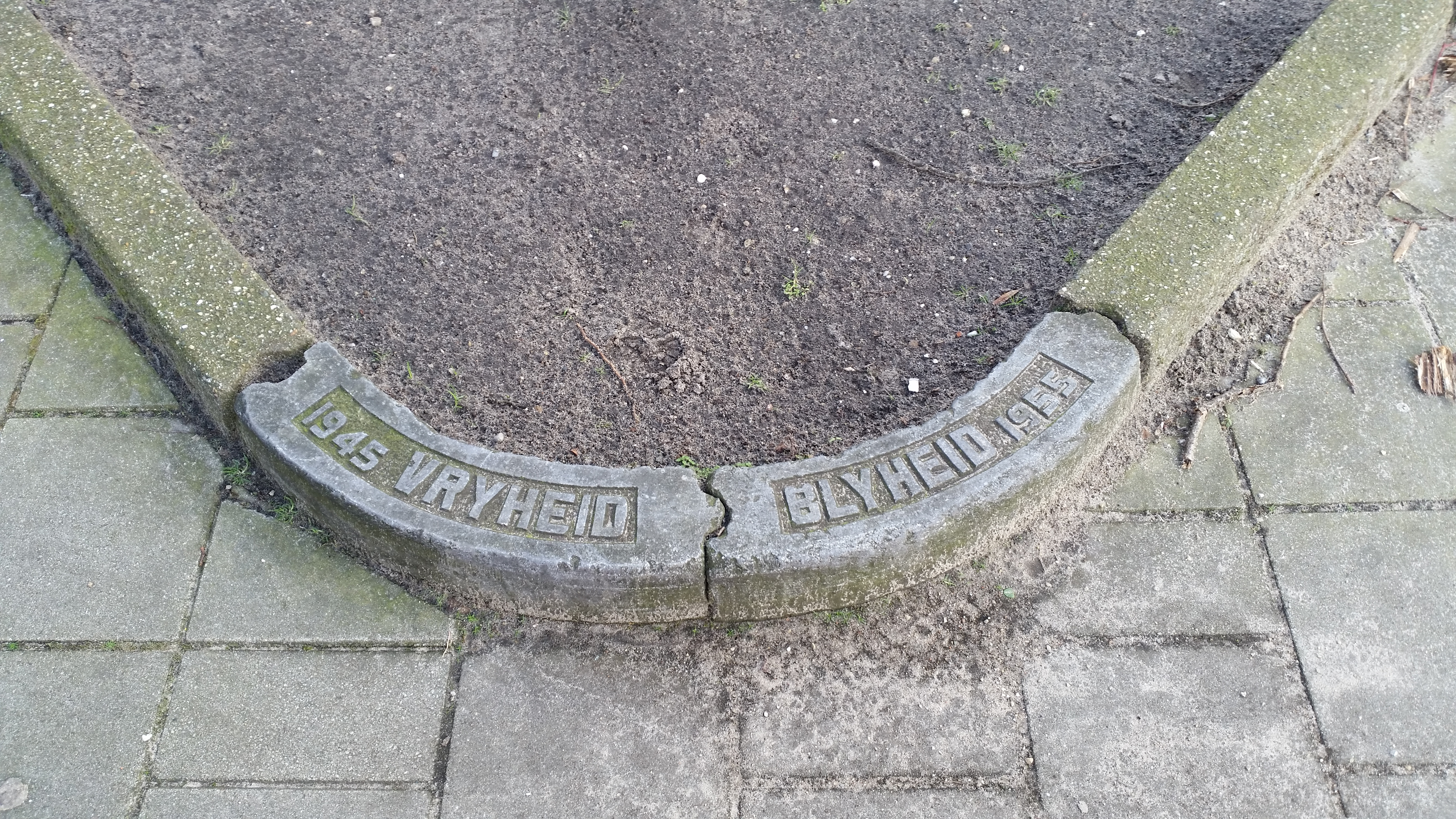
Oorlogsmonument (maart 2020)